# Dukeries Motor Company
Dukeries Motor Company Ltd. war ein britischer Hersteller von Automobilen.

## Unternehmensgeschichte
Das Unternehmen aus Worksop begann 1913 mit der Produktion von Automobilen. Der Markenname lautete DMC. 1914 endete die Produktion.

## Fahrzeuge
Im Angebot stand ein kleines Dreirad. Ein Einzylindermotor aus eigener Fertigung mit 4,5 PS Leistung trieb wahlweise über Riemen oder Kette das einzelne Hinterrad an. Der Neupreis betrug 85 Pfund.